# لويس ليفين
لويس ليفين (بالألمانية: Louis Lewin)‏ (و. 1850 – 1929 م) هو عالم سموم ‏، وعالم أدوية، وأستاذ جامعي ألماني، توفي في برلين، عن عمر يناهز 79 عاماً.